# 約安·約梅爾
約安·約梅爾（法語：Yoann Jaumel；1987年9月16日—）是一位法國排球運動員。他在場上的位置是二傳手。他代表法國國家男子排球隊參賽，隨隊參加過2015年世界排球聯賽。